# Bembecia sinensis
Bembecia sinensis is een vlinder uit de familie wespvlinders (Sesiidae), onderfamilie Sesiinae.
Bembecia sinensis is voor het eerst wetenschappelijk beschreven door Hampson in 1919. De soort komt voor in het Palearctisch gebied.